# Triglochin stowardii
Triglochin stowardii là một loài thực vật có hoa trong họ Juncaginaceae. Loài này được N.E.Br. miêu tả khoa học đầu tiên năm 1914.